# Elandtest

De elandtest

De Elandtest is een veiligheidstest voor auto's. Hij is ontwikkeld in Scandinavië waar een overstekende eland, die tot 800 kilogram kan wegen, een serieus risico kan vormen. Bij deze test wordt onderzocht hoe een voertuig zich gedraagt tijdens een plotselinge uitwijkmanoeuvre, bijvoorbeeld bij plotseling overstekend wild of kinderen op de weg. De test wordt uitgevoerd op droog asfalt, met een snelheid van rond de 65 kilometer per uur. Dankzij zijn stabilisatorstang houdt de Citroën Xantia het record voor stabielste auto in deze test, met de Porsche 911 als tweede.

## Mercedes-Benz A-Klasse
De test kreeg wereldwijde bekendheid toen journalisten van een Zweeds automagazine in 1997 ondervonden dat de zojuist geïntroduceerde A-Klasse van Mercedes-Benz omsloeg tijdens de elandtest, terwijl een oud model Trabant deze perfect voltooide. Als antwoord hierop bracht Mercedes-Benz diverse aanpassingen aan en leverde de auto standaard met ESP. ESP was tot die tijd alleen leverbaar op de luxe S-Klasse.